# マリア・ルドヴィカ・フォン・シュパーニエン
マリア・ルドヴィカ（ドイツ語名：Maria Ludovika von Spanien, 1745年11月24日 - 1792年5月15日）は、神聖ローマ皇帝レオポルト2世の皇后。父はスペイン王カルロス3世、母はポーランド王兼ザクセン選帝侯アウグスト3世の娘マリア・アマリア。スペイン語名はマリーア・ルイサ・デ・エスパーニャ（María Luisa de España）。

## 生涯
カンパニア地方のポルティチで生まれた。当時、父カルロスはナポリ王国とシチリア王国の王であった。
1764年にハプスブルク＝ロートリンゲン家のレオポルト大公と結婚、翌1765年にレオポルトが父である皇帝フランツ1世からトスカーナ大公国を相続したことでトスカーナ大公妃となった。
1790年にはレオポルトが兄ヨーゼフ2世から帝位を継承したため皇后となったが、1792年に夫と死別後間もなく自身も死去した。

## 子女
夫のレオポルト2世との間に16子をもうけた。
- マリア・テレジア（1767年 - 1827年） - ザクセン王アントン妃
- フランツ（1768年 - 1835年） - 神聖ローマ皇帝フランツ2世、オーストリア皇帝フランツ1世
- フェルディナント（1769年 - 1824年） - トスカーナ大公フェルディナンド3世
- マリア・アンナ（1770年 - 1809年）
- カール（1771年 - 1847年） - チェシン（テシェン）公
- レオポルト・アレクサンダー（1772年 - 1795年） - ハンガリー副王
- アルブレヒト（1773年 - 1774年）
- マクシミリアン（1774年 - 1778年）
- ヨーゼフ・アントン（1776年 - 1847年） - ハンガリー副王
- マリア・クレメンティーネ（1777年 - 1801年） - 両シチリア王フランチェスコ1世妃
- アントン・ヴィクトール（1779年 - 1835年） - ロンバルド＝ヴェネト副王
- マリア・アマーリア（1780年 - 1798年）
- ヨハン（1782年 - 1859年） - アンナ・プロッフルと貴賎結婚
- ライナー・ヨーゼフ（1783年 - 1853年） - ロンバルド＝ヴェネト副王
- ルートヴィヒ（1784年 - 1864年）
- ルドルフ（1788年 - 1831年） - オルミュッツ大司教